# Malta Amateur Radio League
Die Malta Amateur Radio League (MARL), deutsch „Maltesischer Amateurfunkverband“, ist der nationale Verband der maltesischen Funkamateure.

## Geschichte
Seit Gründung der MARL im Jahr 1922 ist es ein wichtiges Ziel, Menschen zusammenzubringen, die sich für Amateurfunk und Elektronik interessieren.
Die MARL sorgt dazu für die Finanzierung und Wartung von Ultrakurzwellen-Relais sowie Repeatern für Amateurfunk-Fernsehen und bietet ihren Mitgliedern die Nutzung eines QSL-Kartenbüros sowie der vereinseigenen Amateurfunkstation. Darüber hinaus veranstaltet sie Weiterbildungskurse zum Thema, veranstaltet Amateurfunkwettbewerbe und Fielddays und unterstützt ihre Mitglieder gegenüber einheimischen und ausländischen Behörden.
Die MARL ist Mitglied in der International Amateur Radio Union (IARU Region 1), der internationalen Vereinigung von Amateurfunkverbänden, und vertritt dort die Interessen der maltesischen Funkamateure.  Vor der Harmonisierung der maltesischen Lizenz mit den CEPT-Regularien wurden ausländische Funkamateure darin unterstützt, eine Gastlizenz zu erlangen. Dies beschränkt sich heute auf Interessenten, die keine Lizenz aus einem CEPT-Staat besitzen.